# Meteorologiåret 1891

## Händelser

### Juni
- Juni – Umeå, Sverige upplever en varm junimånad med temperaturer på över + 30.1° [1].

### Juli
- 24 juli – Frost i Elkton i Minnesota, USA dödar grönsaker och säd [2].

## Födda
- 6 juni – Leonard Hussey, brittisk arkeolog och meteorolog.
- 15 augusti – Tor Bergeron, svensk meteorolog och professor i meteorologi.

## Avlidna
- okänt datum – William Ferrel, amerikansk meteorolog.